# Fo canta Fo
Fo canta Fo è un album di Dario Fo. 
È la prima collezione riguardante le opere teatrali "Settimo ruba un po' meno", "Isabella, tre caravelle e un cacciaballe", "La Signora è da buttare", Gli arcangeli non giocano a flipper”, “La colpa è sempre del diavolo”. 
I testi sono tutti dello stesso Fo, le musiche di Fiorenzo Carpi, che per l'incisione dirige anche orchestra e coro. 
È stato registrato negli studi Emmequattro, Edizioni Musicali EDI-PAN di Roma.

## Tracce
Testi e musiche di Dario Fo, eccetto dove indicato.
1. Canto delle Svergognate – 2:47
2. Perché siam psicopatici – 2:02
3. Tutta brava gente – 2:10
4. Canto degli Italioti – 2:03
5. Non fare tilt – 3:16
6. Marcetta fine primo tempo – 3:49 (musica: Fiorenzo Carpi)
7. Fratelli d'ufficio – 3:16
8. Stringimi forte i polsi– 2:10
9. Stai attento uomo bianco – 2:48 (testo: Dario Fo – musica: Oscar Prudente)
10. Colonnello beneamato – 2:05
11. Come sul pendolo dell'orologio – 3:27 (testo: Dario Fo – musica: Oscar Prudente)
12. Le madri alla guerra – 3:21 (testo: Dario Fo – musica: Oscar Prudente)
13. Marcetta scala – 2:06 (musica: Fiorenzo Carpi)
14. E chi ce lo fa fare – 3:23
15. Fides, fidelis – 2:11
16. Il giovane di Tunisi – 2:36 (testo: Franca Tamantini, Piero Sciotto – musica: Dario Fo)
17. Colombo racconta – 1:47
18. Ogni tanto fa un certo piacere – 2:00
19. Conclusione primo tempo – 2:01
20. Gloria, gloria – 2:43
21. Giuriamo d'aver visto – 1:58
22. L'aveva predetto – 3:18 (testo: Franca Tamantini – musica: Dario Fo)
23. Conclusione secondo tempo – 2:56
24. Di poi che Dio sapeva – 2:03
25. Nel mio giardino – 1:46 (testo: Franca Tamantini – musica: Dario Fo)
26. Lascia pur che dica Iddio – 2:41
27. Che vogliono – 2:16
28. Non ti star a dormir sola – 1:32 (testo: Piero Sciotto – musica: Dario Fo)
29. Forza avanti – 1:44
30. Siam gli imperiali – 2:16
31. Ma che aspettate a batterci le mani – 2:48